# われら九人の戦鬼
『われら九人の戦鬼』（われらくにんのせんき）は、結束信二脚本・東映制作のテレビ時代劇。1966年1月7日から同年7月5日までNET（現･テレビ朝日）系列で放映された。全26話。モノクロ作品｡

## 概要
『新選組血風録』が好評だったため、栗塚旭が土方歳三役に引き続き、ニヒルで眉目秀麗な貴公子多門夜八郎で主役を務めた。同作で新選組隊士を演じた俳優たちが、本作でも重要な位置を占めているのが特徴である。
沖田総司役で鮮烈なデビューを飾った島田順司が、今回は準主役で心優しく剣の達人である伊吹野領主の若君・奈良城義太郎役で出演するほか、妾腹の兄でありながら最大の強敵として登場する奈良城義晴と父・義胤というキャラクターがまったく相反する難しい3役を演じている。
本作のポジフィルムの現存について、東映には第1話の保存が確認されており、第2話以降は行方不明となっている。現存する第1話のみが、東映チャンネルと時代劇専門チャンネルで放送された。

## DVD
- 2021年2月10日にベストフィールドから『往年のテレビ傑作映画 第1話特集２』として『柳生武芸帳』・『忍びの者』・『ゼロ戦黒雲隊』の3作品と共に第1話が収録され、デジタルリマスター版として発売された。
- 全26話本編が収録されたDVD・ブルーレイは未発売である。

## 放送時間
いずれも日本時間。
- 1966年1月7日 - 同年4月8日：金曜20:00 - 20:56
- 1966年4月19日 - 同年7月5日：火曜20:00 - 20:56

## スタッフ
- 原作：柴田錬三郎
- プロデューサー：上月信二、田村嘉
- 脚本：結束信二
- 音楽：渡辺岳夫
- 監督：河野寿一
- ナレーター：泉田行夫

## キャスト
九人の戦鬼たち
- 多門夜八郎 - 栗塚旭
- 七位の大乗 - 舟橋元
- 泰国太郎 - 坂口祐三郎
- 奈良城義太郎など三役 - 島田順司
- 盗賊･百平太 - 市村昌治
- 云わずの黙兵衛 - 左右田一平
- 柿丸 - 北村英三
- 雲切強右エ門 - 有川正治
- 悪僧･勘念 - 玉生司郎

その他
- 梨花 - 高石かつ枝
- 美夜 - 波野久里子
- 小幸 - 鈴村由美
- いち - 池田和歌子
- 美夜奈 - 土田早苗
- 軍師・天満坊 - 曽我廼家明蝶
- 日本健康斉 - 原健策
- 九十九谷左近 - 里見浩太郎
- 名僧・天心 - 嵐寛寿郎

## 放映リスト（サブタイトル）
1. 第一回
2. 第二回
3. 第三回
4. 第四回
5. 第五回
6. 第六回
7. 第七回
8. 第八回
9. 第九回
10. 第十回
11. 命あるかぎり
12. 闇の中の叫び
13. 叛乱
14. 炎の城
15. さすらい雲
16. 修羅の巷
17. 花の命
18. その日遙か
19. 運命の剣
20. 怒りの谷
21. 恐怖の襲撃
22. 闇の底
23. 血と月
24. 呪いの城
25. もののふの叫び
26. 奔流

| NET（テレビ朝日）系 金曜20時枠 【当番組までドラマ枠】 | NET（テレビ朝日）系 金曜20時枠 【当番組までドラマ枠】 | NET（テレビ朝日）系 金曜20時枠 【当番組までドラマ枠】 |
| 前番組                                                | 番組名                                                | 次番組                                                |
| ----------------------------------------------------- | ----------------------------------------------------- | ----------------------------------------------------- |
| 雲の上団五郎一座                                      | われら九人の戦鬼 （1966年1月7日 - 4月8日）            | パリーグ 金曜ナイター （19:30 - 20:56）               |
| NET系 火曜20時枠                                      |                                                       |                                                       |
| 素浪人 月影兵庫 （第1シリーズ）                       | われら九人の戦鬼 （1966年4月19日 - 7月5日）           | 南太平洋二万哩                                        |